# Poštanske marke BH Pošte iz 2007.
Poštanske marke BH Pošte iz 2007. su izdate 10. aprila. Izdvojene su 4 poštanske marke.

## Izdanja
| Izgled | Opis                                                                               | Nominalna vrijednost u konvertibilnim markama | Datum izdavanja (2007) | U opticaju do | Tiraž | Grafičko rješenje | Filatelistička izdanja                        | Standardno izdanje (veličina) | Nazubljenje | Mihel |
|        | Stare česme u Bosni i Hercegovini: Gradska česma u Tuzli na Trgu žrtava Srebrenice | 1,50                                          | 10. april              | ?             | ?     | Radmir Žilić      | Tabak 3×3 sa osam maraka i vinjetom u sredini | ? mm                          | ?           | —     |
|        | Stare česme u Bosni i Hercegovini: Roznamedžijina česma Mostar                     | 2,00                                          | 10. april              | ?             | ?     | ?                 | Tabak 3×3 sa osam maraka i vinjetom u sredini | ? mm                          | ?           | —     |
|        | Stare česme u Bosni i Hercegovini: Stara česma u Sanskom Mostu                     | 2,50                                          | 10. april              | ?             | ?     | ?                 | Tabak 3×3 sa osam maraka i vinjetom u sredini | ? mm                          | ?           | —     |
|        | Stare česme u Bosni i Hercegovini: Česma kod Gazi Husrev-begove džamije            | 5,00                                          | 10. april              | ?             | ?     | Alija Balta       | Tabak 3×3 sa osam maraka i vinjetom u sredini | ? mm                          | ?           | —     |

## Spoljašnje veze
- BH Pošta